# Ústí (Stará Paka)
Ústí označované také jako Ústí u Staré Paky je vesnice, dnes část obce Stará Paka v okrese Jičín. Nachází se v údolí řeky Olešky asi 2,5 km západně od Staré Paky. V roce 2009 zde bylo evidováno 114 adres. V roce 2001 zde trvale žilo 167 obyvatel.

## Historie vesnice
Za první zmínku o obci se považuje přídomek panoše Jana Předslavce z Ústí zmíněný roku 1414. V té době stála nad soutokem tvrz a celá osada patřila k panství bradleckému. Na místě tvrze dnes roste památný strom Předslavská lípa. V průběhu 15. a 16. století se měnili majitelé osady tak, jak se měnili majitelé panství. Na počátku 16. století je zapsána jako majetek rodiny Valdštejnů. Roku 1540 se stal pánem Mikuláš Trčka z Lípy, roku 1569 je připojena, tak jako Bradlec, k panství kumburskému. Vzhledem ke své velikosti tvořila správní celek střídavě se Syřenovem nebo Krsmolí.

## Poloha a původ názvu
Ve vesnici ústí řeka Popelka do Olešky. Vesnice se rozkládá v údolích vyhloubených oběma řekami, převážně na levém břehu Olešky a po obou březích Popelky. Ústí leží v katastrálním území Ústí u Staré Paky o rozloze 3,1 km2. Historické jádro se zbytky tvrze je na levém břehu Olešky a levém břehu Popelky blízko soutoku. Dnes vesnicí procházejí silnice II/283 a II/284 kopírující tok obou řek. A také tři železniční tratě 030, 040 a 064, z nichž ale jen ta třetí má ve vesnici zastávku Ústí u Staré Paky.

## Rodáci
- František Brož (* 1890) – numismatik
- Jindřich Soukup (* 14. 7. 1903) – akademický sochař

## Pamětihodnosti
- Venkovské domy čp. 14, 49 a 58
- Socha sv. Josefa
- Krucifix
- Předslavská lípa, památný strom

## Další fotografie

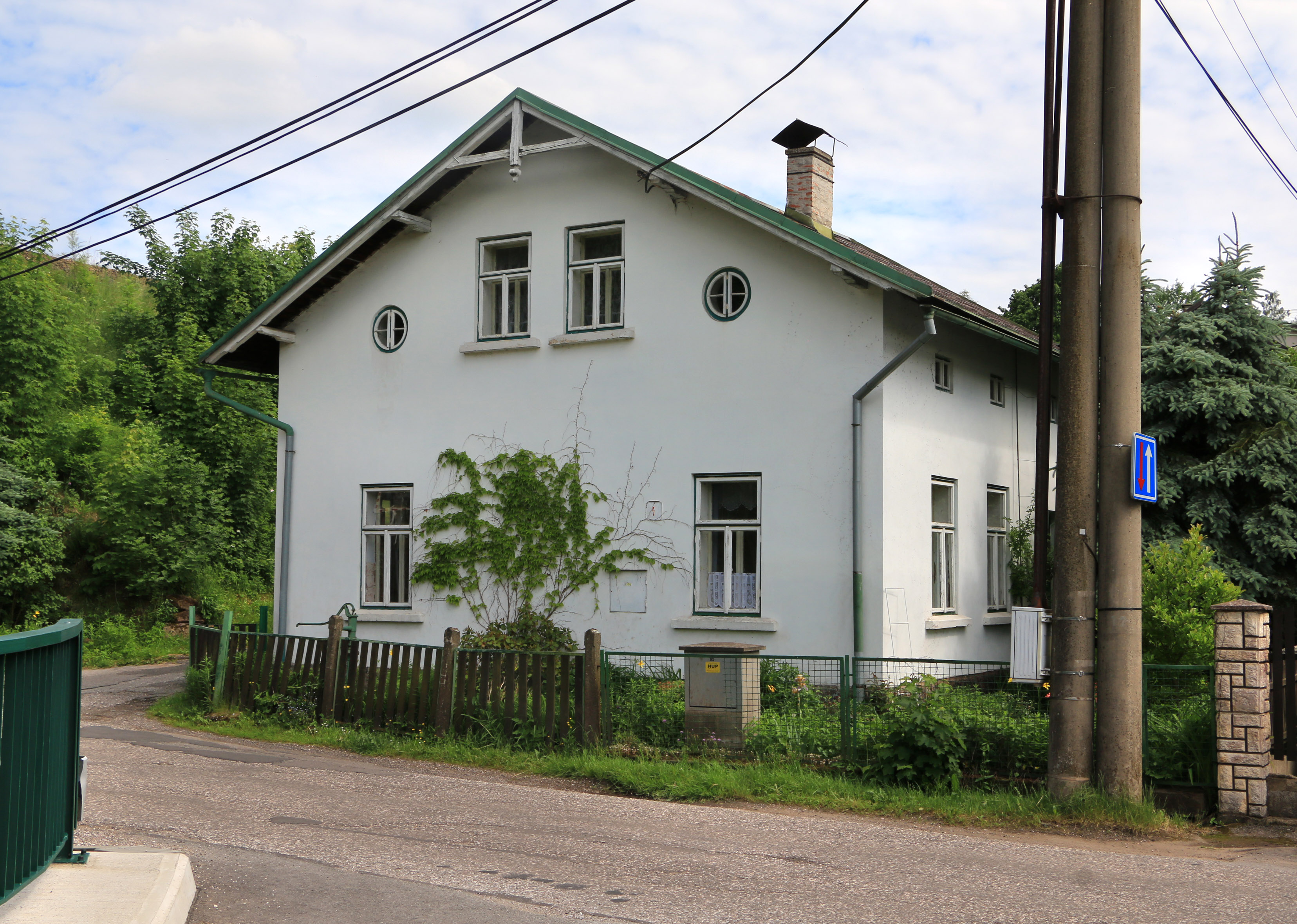
Dům čp. 85
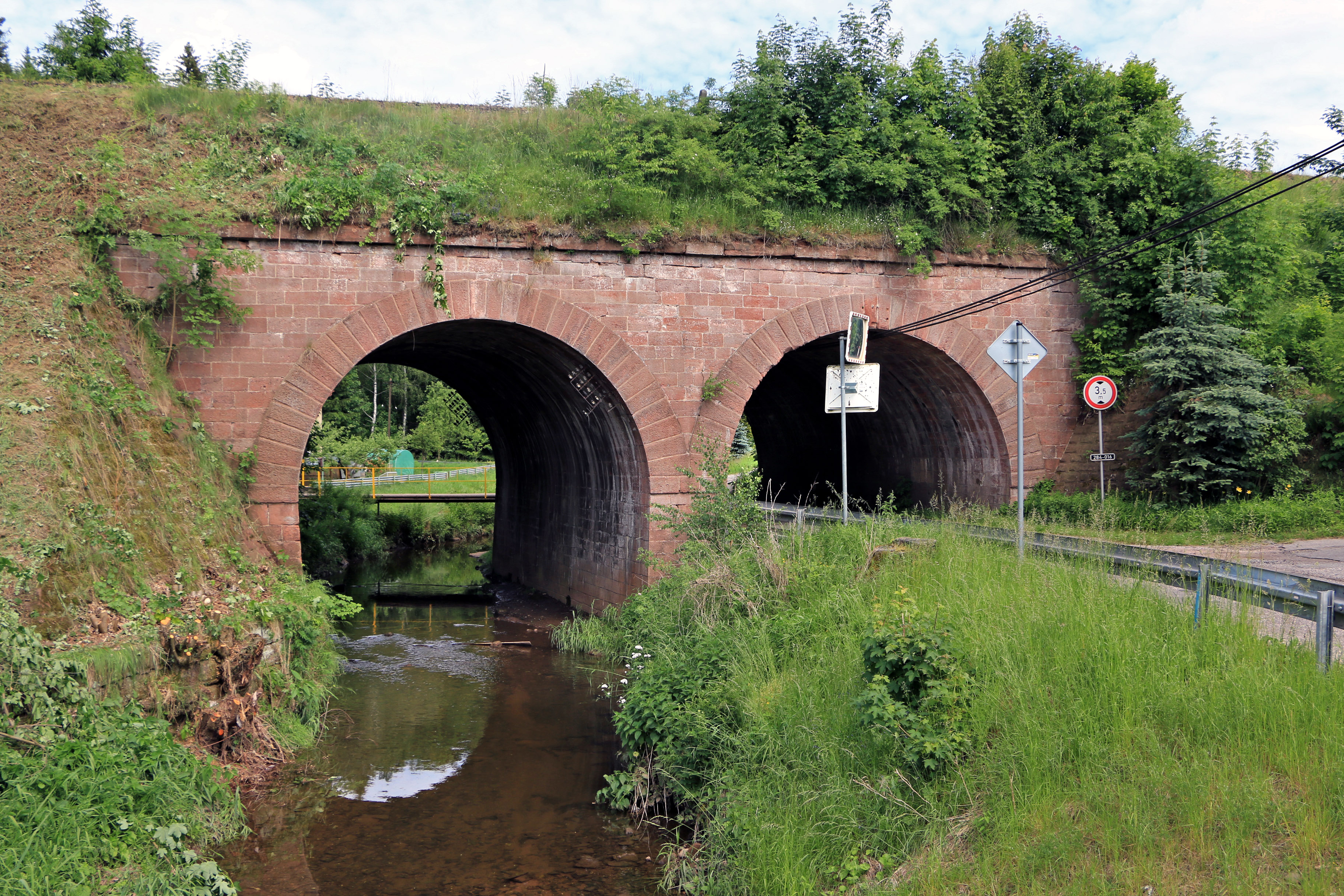
Říčka Oleška a silnice II. třídy 284
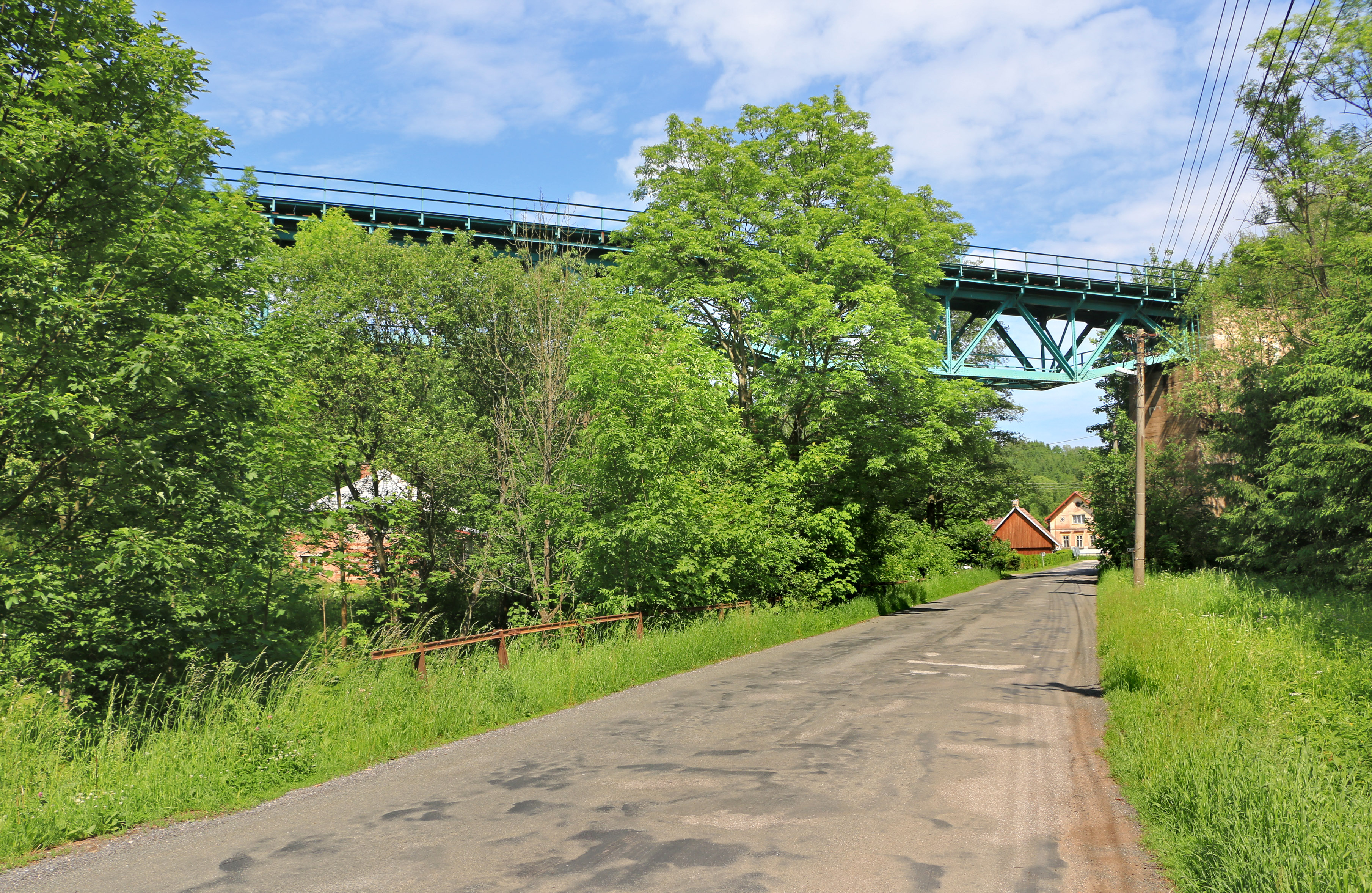
Most pod tratí